# Клаус Креппелін
Клаус Креппелін (нім. Klaus Kröppelien, 29 червня 1958) — німецький академічний веслувальник.
Олімпійський чемпіон 1980 року в складі парної двійки.
Переможець ігор Дружба-84 у складі парної четвірки.